# Ampney Crucis
Ampney Crucis – wieś w Anglii, w hrabstwie Gloucestershire, w dystrykcie Cotswold. Leży 29 km na południowy wschód od miasta Gloucester i 126 km na zachód od Londynu. Miejscowość liczy 609 mieszkańców.